# Agyaghadsereg
Az agyaghadsereg vagy cseréphadsereg, terrakotta hadsereg az első kínai császár, Csin Si Huang-ti (Qin Shi Huangdi) sírhelyét őrző agyagkatonák, lovak, kocsik és zenészek elnevezése. Senhszi (Shaanxi) tartományban, Hszian (Xi'an) tartományi főváros központjától mintegy 30 kilométerre, Lintung (Lintong) kerületben található. A lelőhelyet helyi földművesek kútásás során fedezték fel 1974 márciusában, négyméteres mélységben. A figurák magassága 184–197 centiméter között változik, attól függően, hogy milyen szerepet töltöttek be a hadseregben, a legmagasabbak a tábornokok. Az alakok között vannak katonák, parasztok, lovak, hivatalnokok, akrobaták, lány-szobrok, erőművészek és zenészek. A jelenlegi becslések szerint a három nagy egységre tagolódó árok- és gödörrendszerben körülbelül 8000 katona, 130 harci szekér 520 lóval, illetve 150 lovas található – többségük még mindig a föld alatt van betemetve.

## Bevezetés
A hadsereget Csin Si Huang-tivel (Qin Shi Huangdivel) temették el i. e. 210-209-ben. Az építmény és a szobrok célja az volt, hogy biztosítsák a császár uralmát a túlvilágon is.
Sze-ma Csien (Sima Qian) történetíró írásai szerint (i. e. 145–i. e. 90) a mauzóleum építése i. e. 246-ban kezdődött, 700 000 munkás részvételével. A száz évvel később élt történetíró azt írja, hogy az első császár palotákkal, csodás tornyokkal, hivatalokkal, értékes és csodás használati tárgyakkal lett eltemetve, higanyfolyókkal, tavakkal övezve. Napjaink tudományos felmérései bebizonyították, hogy a sírt rejtő halom talajában magas a higanykoncentráció, ami Sze-ma Csient (Sima Qiant) igazolja. A történész viszont egyáltalán nem tett említést a terrakotta hadseregről.
2007-ben kínai régészek távérzékelők segítségével egy 30 méter magas épületet mértek be a halomsír mélyén. Úgy tűnik, hogy négy lépcsőszerű fala van. A sírt még nem nyitották ki. Tekintettel arra, hogy a már feltárt leletek állagmegóvása is komoly gondokat okoz, az a döntés született, hogy erre a feltárásra csak 2050 körül kerítenek majd sort, megvárva a további technikai fejlődést.
Az agyaghadsereget a sírt rejtő piramis közelében helyezték el föld alatti árkokban, mintegy a sír védelmére.

## Építkezés
A terrakotta figurákat állami munkások és helyi mesteremberek készítették. A fejek, karok, lábak és a törzs külön készültek el, és a végén rakták őket össze. A tanulmányok azt mutatják, hogy nyolcféle fejmintát használtak, és utána agyaggal egyedire formázták az arcokat. Különféle arckifejezéseket is formáltak nekik. Úgy tartják, hogy a katonák lábait hasonló módon készítették, mint abban a korban a terrakotta szennyvízcsatornákat. Ez azt jelenti, hogy szinte futószalagszerűen lehetett a katonák lábait elkészíteni. Tehát több kisebb részt kiégettek és úgy rakták össze, nem pedig kiformázták az egészet, és úgy égették ki. Azok a műhelyek, amelyek csempéket és más mindennapi használati tárgyakat gyártottak, utasítást kaptak eme katonák elkészítésére. Abban az időben minden műhelynek bele kellett vésnie saját védjegyét a minőség-ellenőrzés miatt. Ez lehetővé tette a mai történészeknek, hogy kiderítsék, kik készítették őket.
Az elkészített figurák pontos katonai alakzatban lettek elhelyezve az árkokban, rangjuk alapján. Az agyaghadsereg figurái életnagyságú és élethű szobrok. Magasságban, egyenruhában és hajviseletben rangtól függően eltérnek. Az égetett agyagot lakkborítás fedte, ami már lehetővé tette a festést. Az egyedi arcmegformálás, a valódi fegyverek és vértek segítségével lettek a szobrok élethűek. A fegyverek nagy részét a temetés után nem sokkal kirobbant polgárháború során ellopták, a szobrok festése pedig az évezredek során megkopott. Ugyanakkor létezésük tanúsítja az alkotóik tehetségét. Tanúsítja a császár hatalmát és erejét is, amelyek lehetővé tették egy ilyen hatalmas munka elrendelését.
Jellegzetessége a szobroknak, hogy valamennyien fegyvert tartanak a kezükben, de egyetlenegy pajzsos vagy sisakos katona sincsen, pedig a császár seregében használták ezeket az eszközöket. Megtalálhatók köztük lándzsások, alabárdosok, baltások, kardosok és íjászok is. Az íjászok ez időben már számszeríjat is használtak.

## Az árkok
Négy árkot tartanak számon, amelyek mintegy 1,5 kilométer hosszúságúak a keleti dombon és körülbelül 5 méter mélyek. Ezek a sírhely falain kívül helyezkednek el, mintegy a sírt védve a keleti leigázott államok ellen. Az árkok falai döngölt földből készültek, egyenként 500 kg súlyú fagerendákkal fedték be azokat.
A 230 méter hosszúságú első árok tartalmazza a 6000 katonából álló fő hadsereget.
A második árokban lovassági és gyalogos csapatok találhatóak, valamint harci szekerek, amik mintegy katonai őrséget állnak. Itt körülbelül 1500 katona szobrát találták.
A harmadik árokban a vezérállás található, 68 szoborral, magas rangú tisztekkel és egy harci szekérrel.
A negyedik árok üres, valószínűleg nem fejezték be az építői.

## Megtalálásuk
1974-ben kutat ásó földművesek égetettagyag-darabokat találtak Hszianban, akik aztán értesítették Csao Kang-mint, aki akkoriban a korszakkal foglalkozó egyik múzeum kurátora volt. Csao arra kérte a földműveseket, gyűjtsék össze ezeket, helyezzék el három teherautóban, amelyek az agyagmaradványokat a múzeumba szállították. Csao ezekből a – gyakran körömnagyságú – darabokból kezdte összerakni a szobrokat. Csao később azt vallotta, hogy mivel a kínai kulturális forradalom időszakban sokan ellenezték a régi tárgyak restaurálását, úgy döntöttek, hogy titokban tartják a dolgot. A hatóságok azonban mégis megtudták ezt, és régészcsapatot küldtek, hogy segítsenek Csaonak. A kínai államtanács később elismerte, Csao Kang-minnek köszönhető az agyaghadsereg felfedezése. A kínaiak az agyagkatonákat ezeréves civilizációjuk egyik jelképének tekintik.

## A leletek állagának védelme
A terrakotta hadsereget védő faboltozatot egy tűz elpusztította, amire bizonyítékok is vannak. Szema Csien (Sima Qian) történetíró azt írja róla, hogy a tűz az uralkodó halála utáni években, egy felkelés alkalmával tört ki, amit Hsziang Cu (Xiang Zu) hadvezér vezetett. A sereg kifosztotta az agyaghadsereg vermeit, főleg a szobrokhoz illesztett igazi fegyverek után kutatva, közben fáklyáikkal felgyújtották az árkokat fedő gerendázatot. A tűz az oxigénszegény körülmények között valószínűleg hónapokig izzott. A beszakadó mennyezet miatt csak egy szobor maradt épen, egy térdelő íjászé, a többit rekonstruálni kellett.
Az 1990-es években a terrakotta leleteket penész támadta meg, amit a megemelkedett hőmérséklet, a páratartalom és a turisták lehelete okozott. Hamarosan 48 különböző penészgomba-fajtát azonosítottak. 2000-ben a kínai restaurátorok felvették a kapcsolatot a belga Janssen Pharmaceutica gyógyszergyárral, majd négy kínai céggel társulva létrehoztak egy laboratóriumot a probléma megoldására, ami aztán néhány év alatt Kína legfejlettebb gombatani intézetévé fejlődött. Az intenzív munka eredményeképpen 2006-ban közleményben jelenthették be, hogy a terrakotta hadsereg múzeuma hivatalosan is gombamentessé vált. Ezzel egy időben új megállapodást kötöttek a belga céggel, és a kutatást kiterjesztették a környéken talált összes leletre, a selymek, faanyagok, csontok vizsgálatára is.

## A hadsereg világ körüli utazása
Legelőször az 1982-es világkiállításon jelent meg hivatalosan a hadsereg, négy harcost és a lovaikat mutatták be. Ez azért is fontos eseménynek számított, mert Kínának ez volt az első világkiállítási szereplése 1904 óta. Előtte már 1981-ben Londonban hat katonát kiállítottak egy Selfridge bevásárlóközpontban.
1988. március 8-tól a Magyar Nemzeti Múzeum is kiállított 11 szobrot és 22 darab eszközt, köztük fegyvereket is.
2007 óta a vallettai Régészeti Múzeumban a sírból származó 81 eredeti tárgy van kiállítva, köztük tíz katona. Londonban, a British Museumban 2007. szeptember 13-tól 2008. április 6-ig volt látható az agyaghadsereg. 2008. január 20. és április 13-a között a michigani Alden B. Dow Múzeumban nyílt tárlaton ötven tárgyat, köztük két katonát, kerámiákat, fegyvereket, állatokat és használati tárgyakat állítottak ki. 2008. május 18. és október 12. között a Santa Ana-i Bowers Múzeumban volt megtekinthető 120 tárgy a sírból, köztük életnagyságú terrakotta figurák.
További kiállítási helyük: Houstoni Természettudományi Múzeum (2009. május 18.–szeptember 25.) és a National Geographic Múzeum (2009. november 19.–2010. március 31.)

## Képgaléria

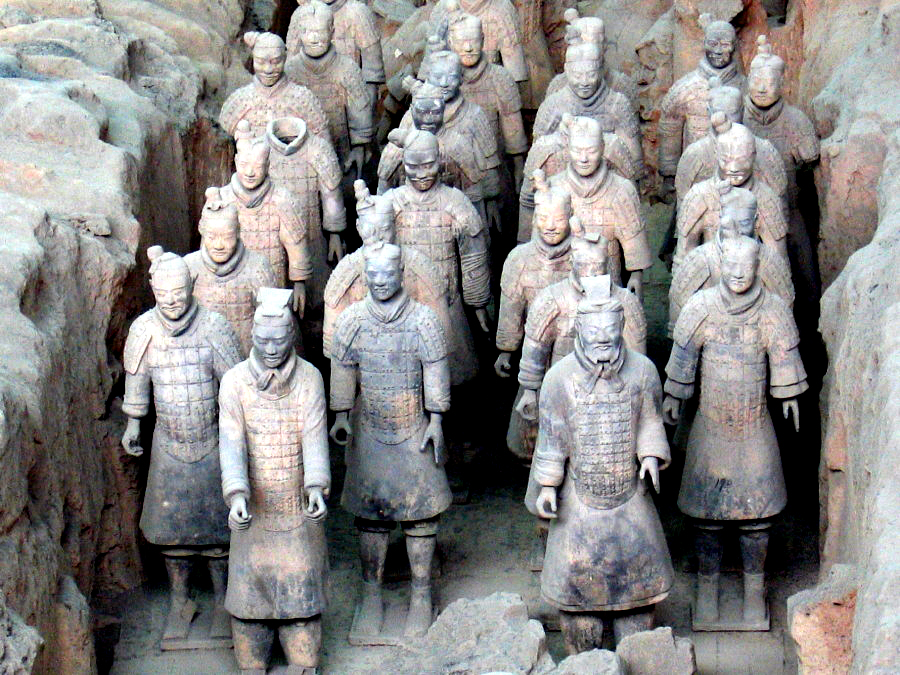
A katonák egy csoportja
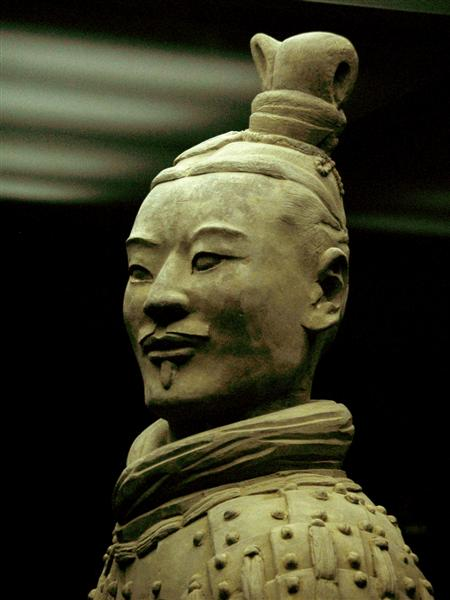
Egy íjász feje közelről
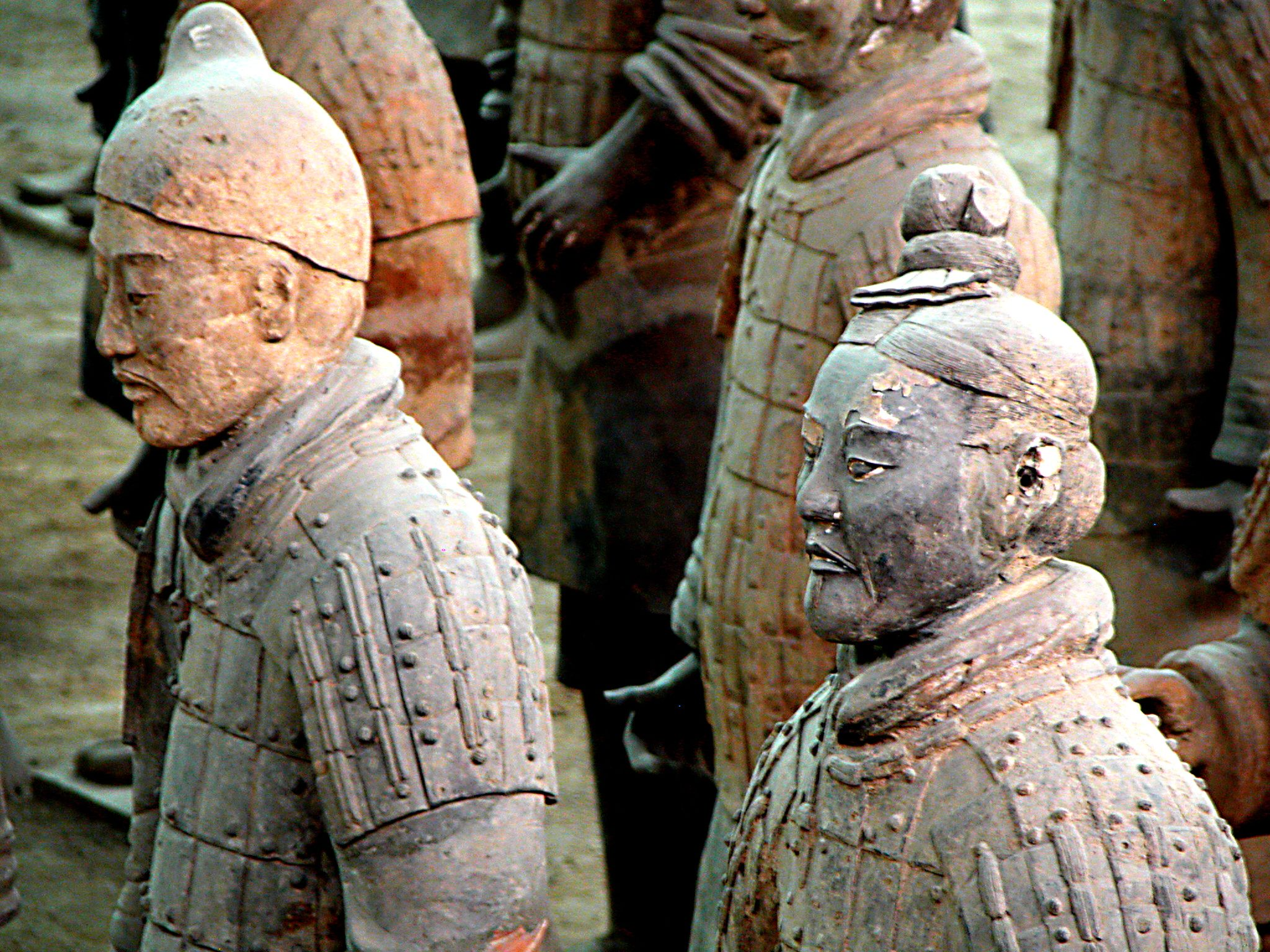
A katonák arcai különböznek. Minden szobor arcát egyedire formázták
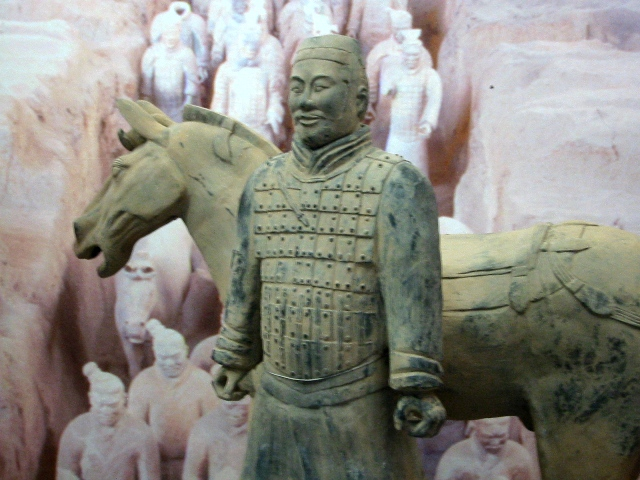
Lovaskatona a lovával
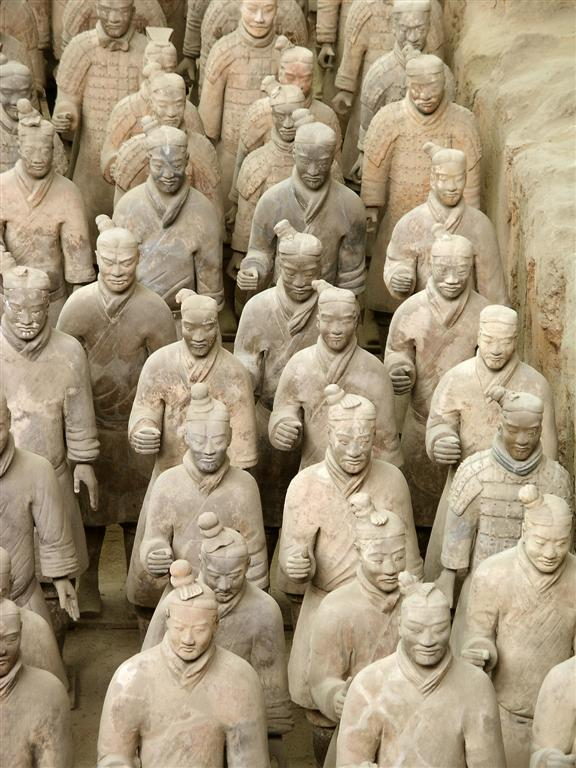
Gyalogos harcosok
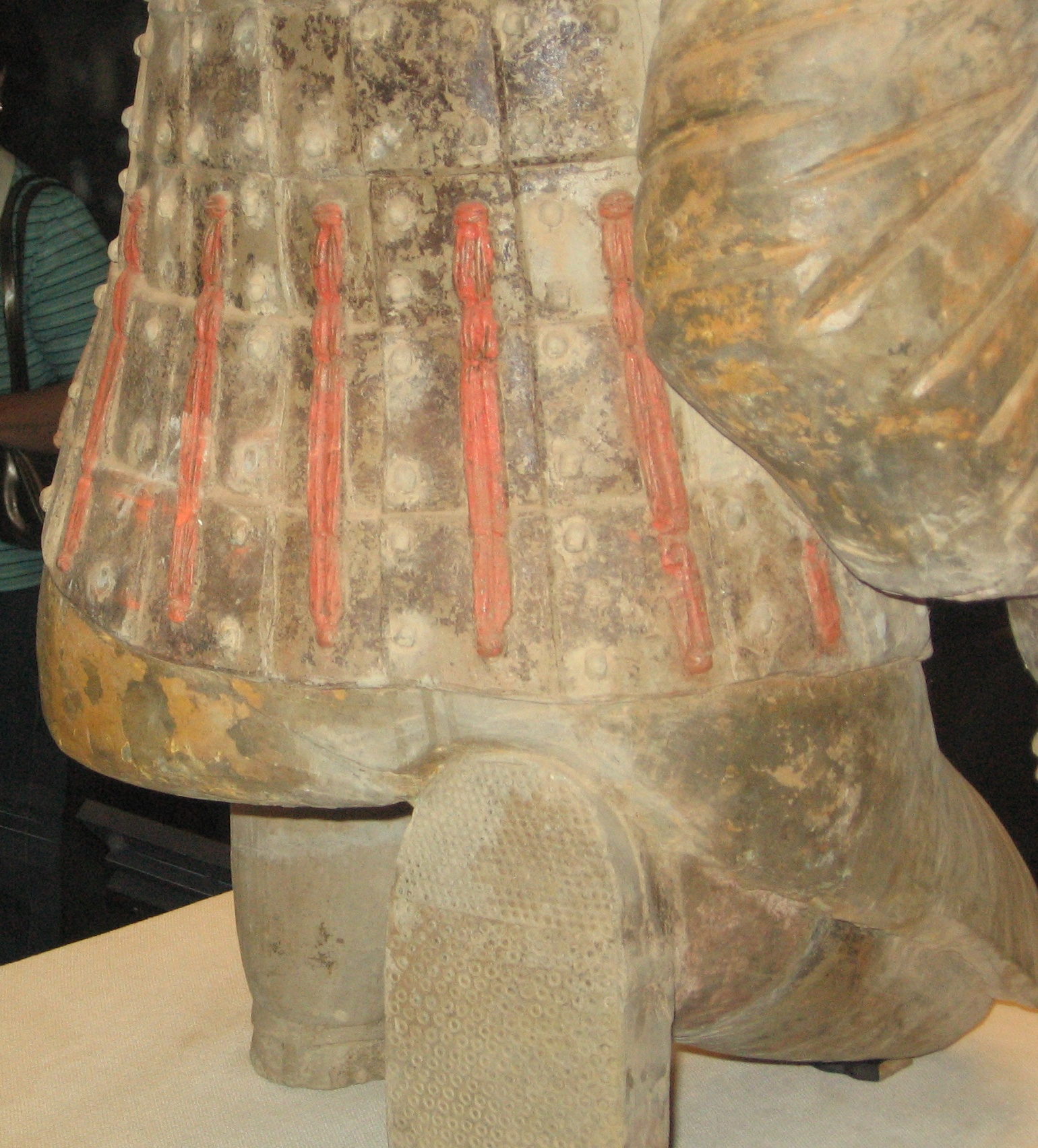
Eredetileg a szobrok színesek voltak; mára csak helyenként maradt meg a festék nyoma
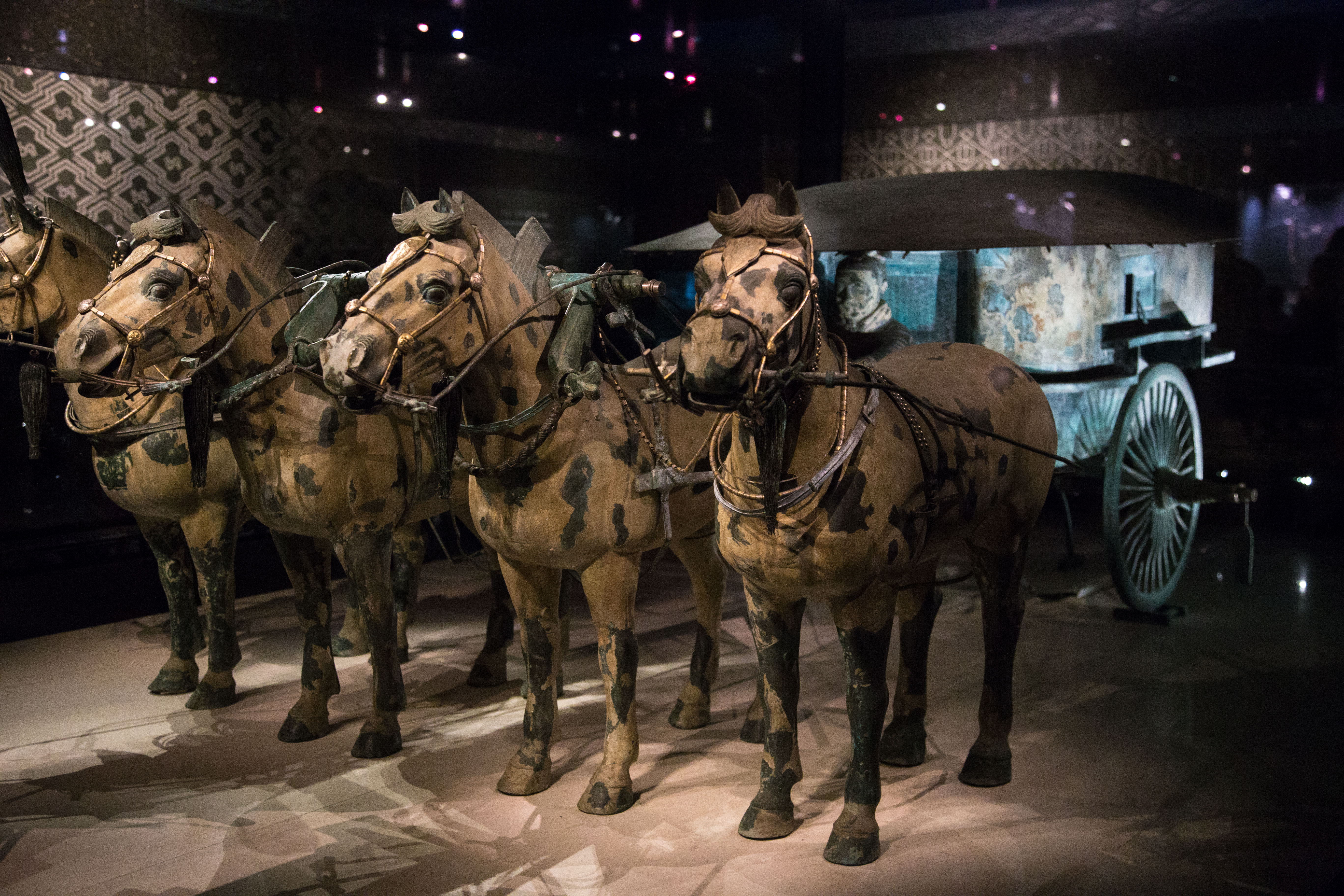
A császár bronzkocsija
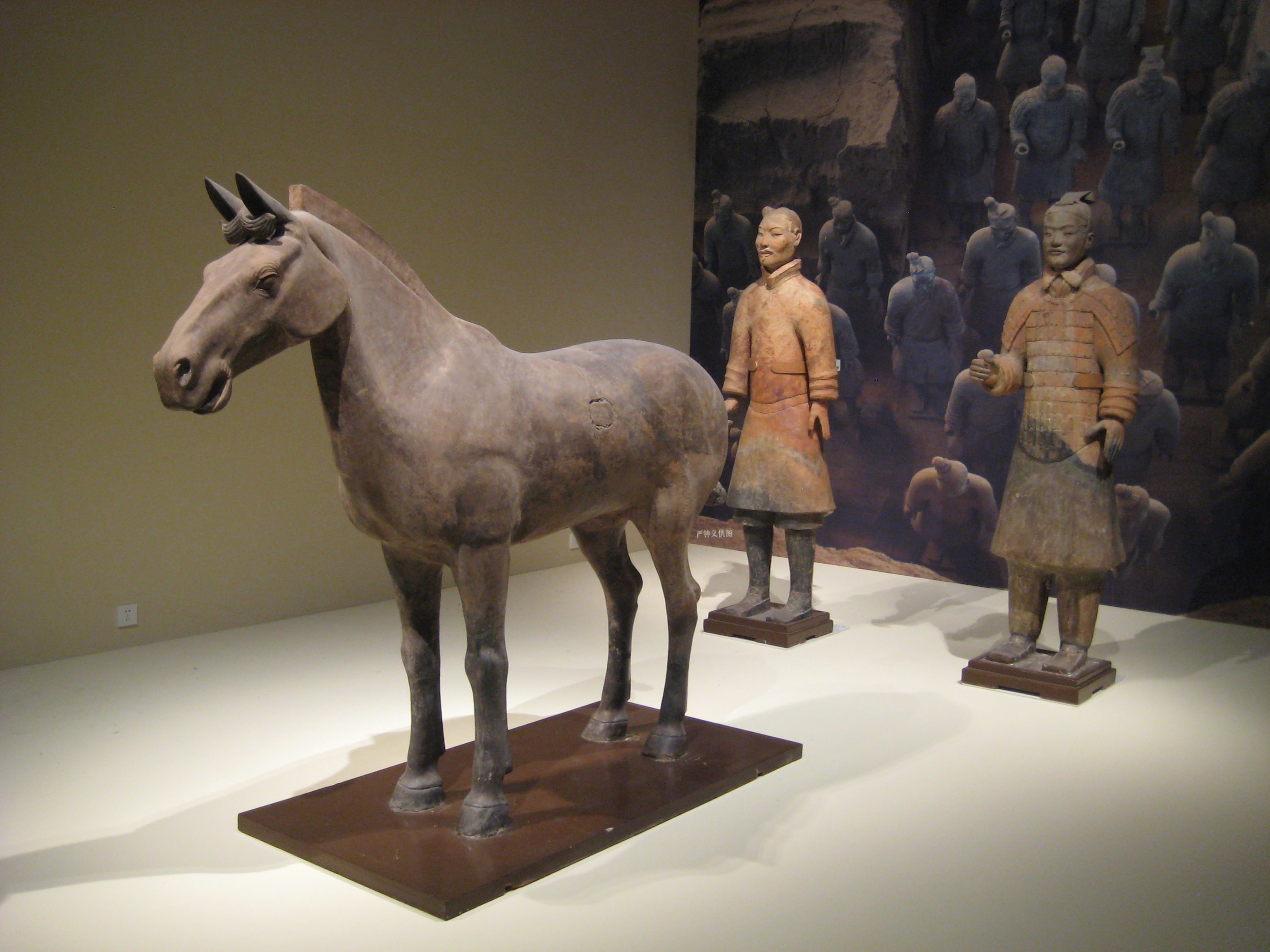
Terrakotta ló két katonával
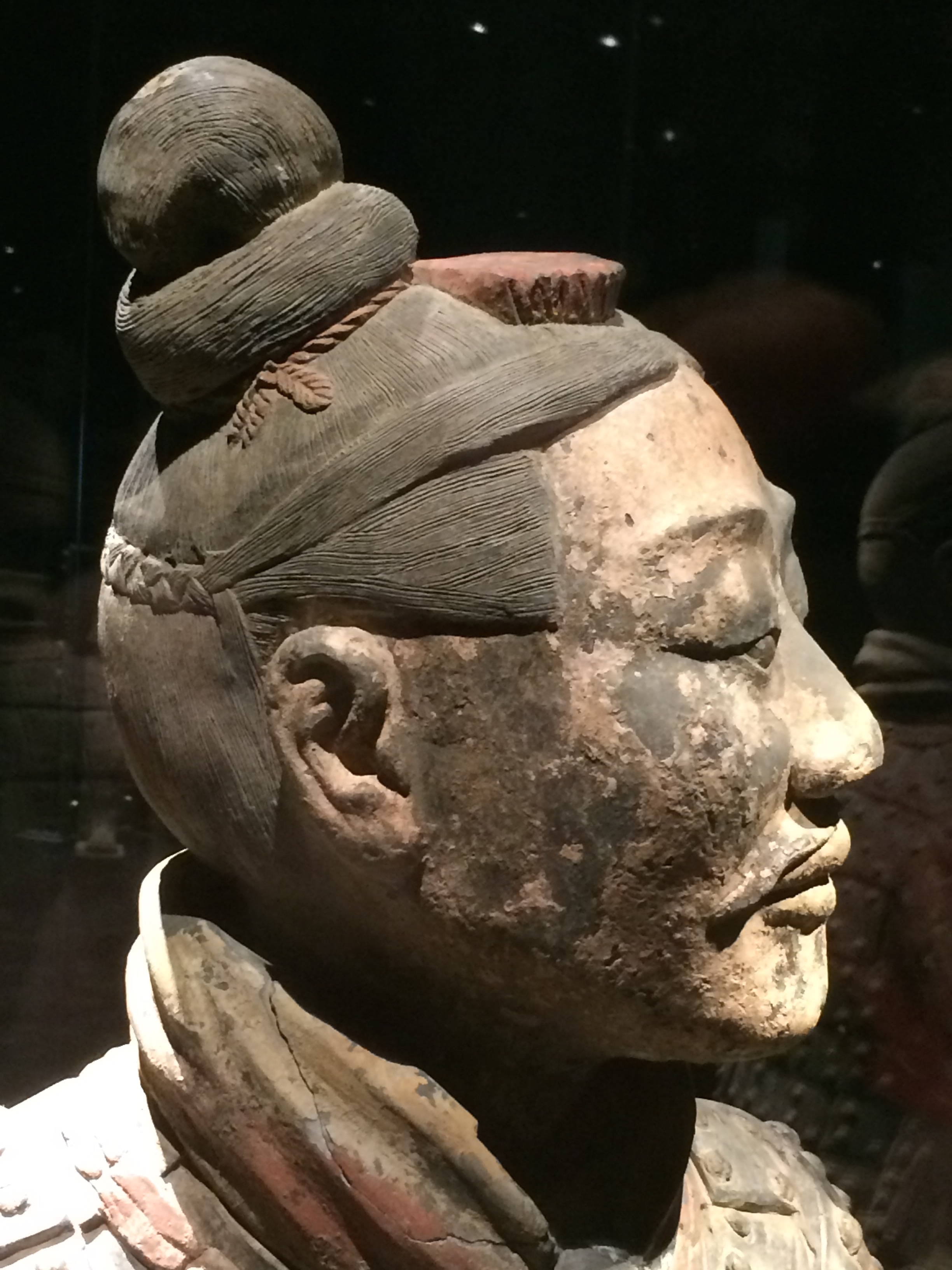
Íjász feje. Érdekes a haj mintázata
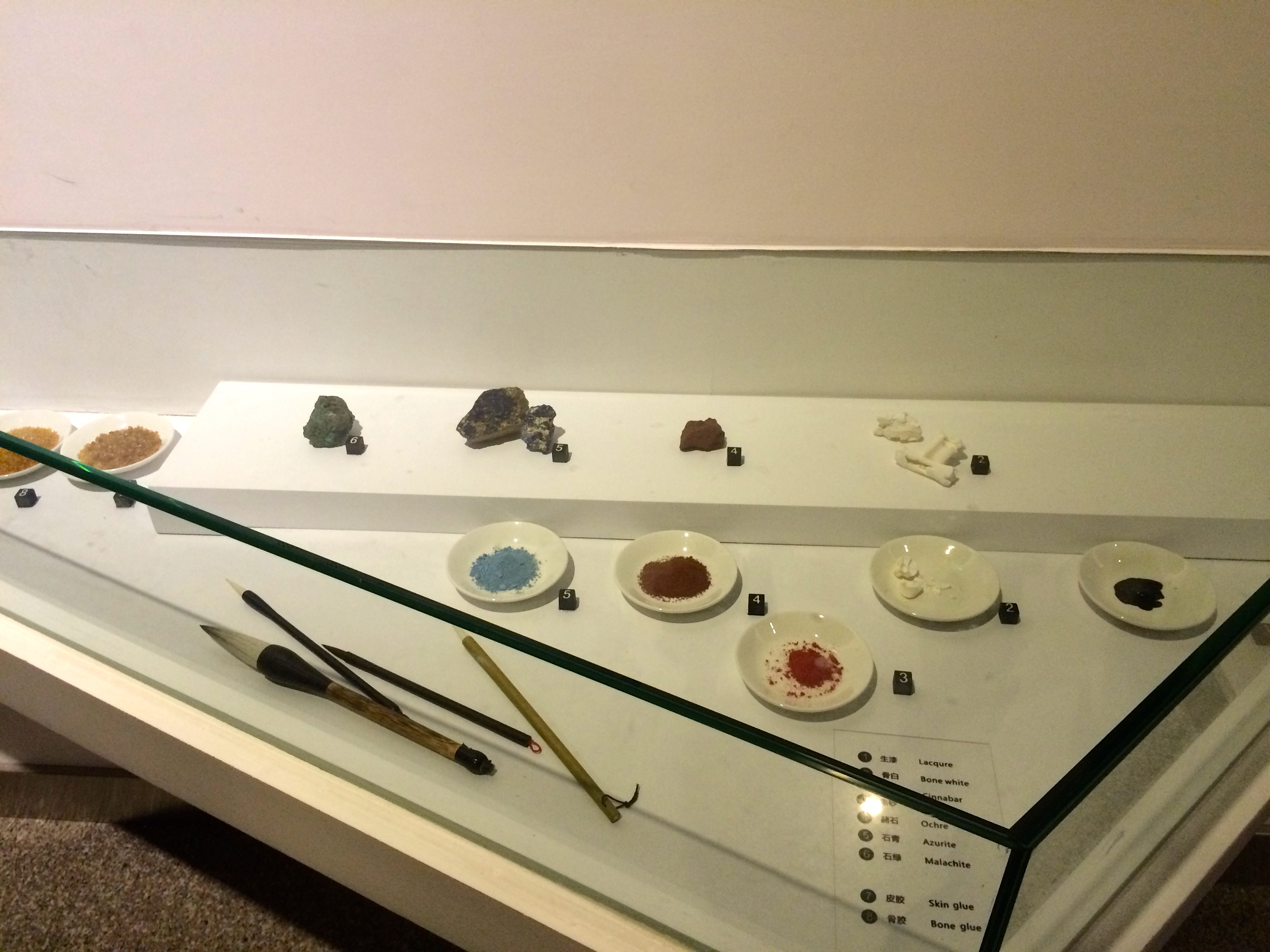
A szobrokon alkalmazott festékek
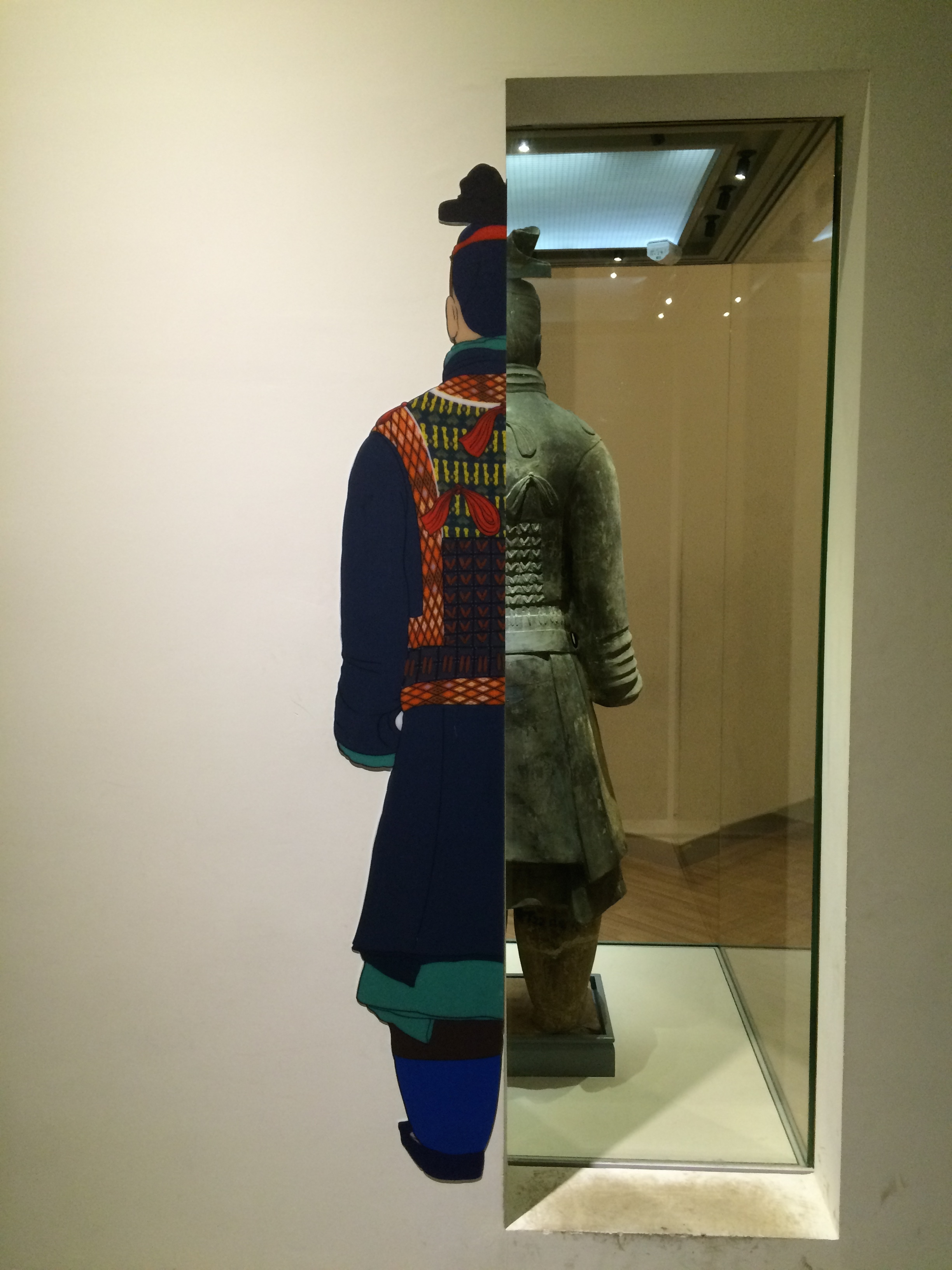
A figurák eredeti színei
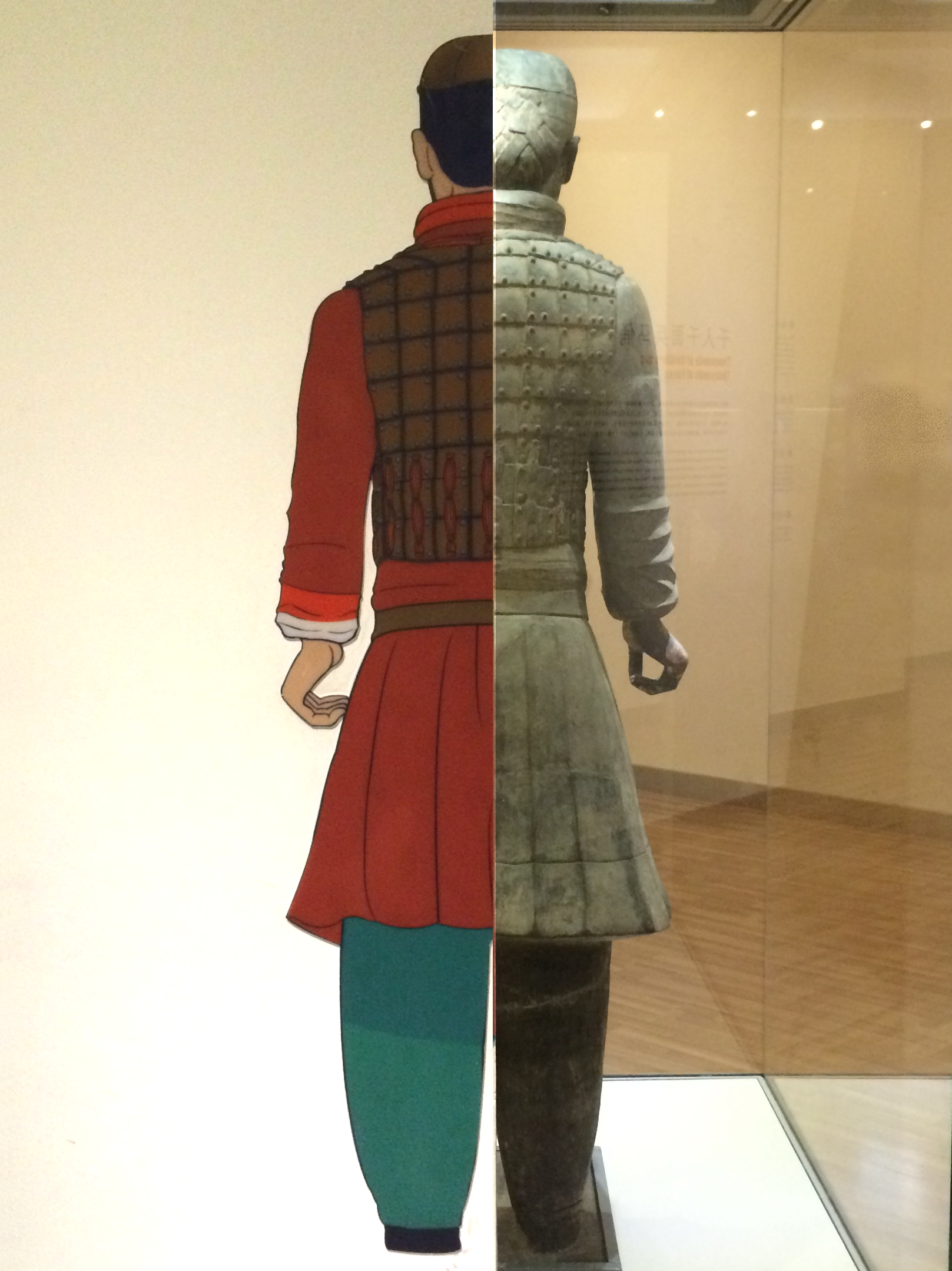
A figurák eredeti színei

## Fordítás
Ez a szócikk részben vagy egészben  a   Terracotta Army című angol Wikipédia-szócikk ezen változatának fordításán alapul.  Az eredeti cikk szerkesztőit annak laptörténete sorolja fel. Ez a jelzés csupán a megfogalmazás eredetét és a szerzői jogokat jelzi, nem szolgál a cikkben szereplő információk forrásmegjelöléseként.